# Montreal Shamrocks

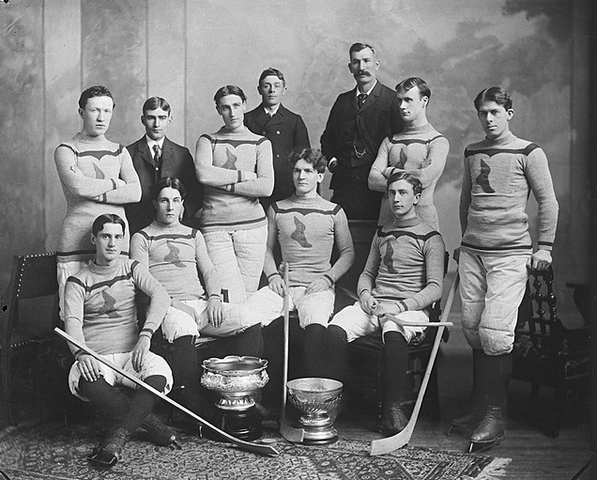
Montreal Shamrocks med Stanley Cup 1899. Stående från vänster: Jim H. McKenna, John Dobby, Frank C. Tansey, C. Foley, Barney Dunphy, Frank Wall och Arthur Farrell. Sittande från vänster: C. Hoerner, Fred Scanlan, Harry Trihey och Jack P. Brannen.

Montreal Shamrocks var ett kanadensiskt ishockeylag från Montreal, Quebec, först på amatörnivå och sedan professionellt. 1899 samt 1900 vann laget Stanley Cup.

## Historia
Montreal Shamrocks var verksamt i flera olika ligor åren 1886–1910. Åren 1891–1892 samt från 1896 till 1898 spelade laget i Amateur Hockey Association of Canada, AHAC. Från 1899 till 1905 var "The Fighting Irish", som laget kallades på grund av dess irländska bakgrund, en del av Canadian Amateur Hockey League, CAHL.
Från 1906 till 1909 spelade Montreal Shamrocks i Eastern Canada Amateur Hockey Association och Eastern Canada Hockey Association.
Säsongen 1910 var Montreal Shamrocks ett av lagen som var med och startade upp National Hockey Association, NHA. Det blev dock endast en säsong i NHA innan laget lades ner. Tre vinster, åtta förluster och en oavgjord match för totalt sju poäng och en sjätte plats i ligan blev Montreal Shamrocks facit i NHA.
Bland de spelare som representerade Montreal Shamrocks genom åren fanns berömdheter som Harry Trihey, Arthur Farrell, Fred Scanlan, Jack Marshall, Jack Laviolette, Didier Pitre, Jimmy Gardner och Tommy Dunderdale, vilka alla är invalda i Hockey Hall of Fame.